# Shunosaurus
Shunosaurus (som betyder "Shu-ödla", är ett släkte sauropoder (dinosaurier) från Mellersta jura-perioden, hittade i Sichuanprovinsen i Kina, 170 miljoner år sedan. Namnet kommer från "Shu", ett gammalt namn för Sichuanprovinsen.